# Mobile

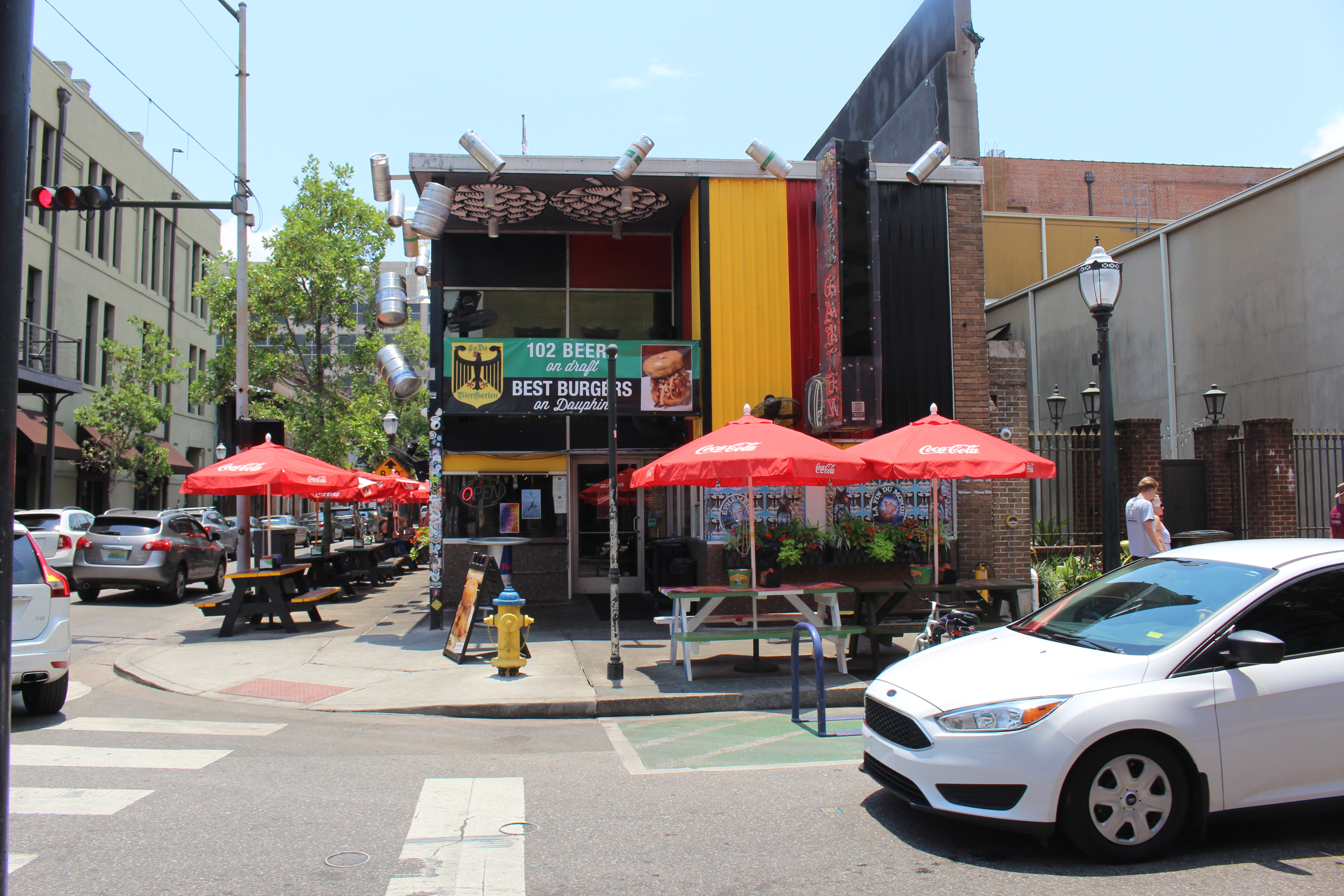
Scena uliczna Mobile z widokiem na restaurację

Mobile (wym. moʊˈbiːl) – miasto w południowo-wschodniej części Stanów Zjednoczonych, w stanie Alabama, ośrodek administracyjny hrabstwa Mobile. Miasto położone jest nad ujściem rzeki Mobile do zatoki Mobile, odnogi Zatoki Meksykańskiej. 
Założone w 1702 roku przez Francuzów, przeniesione na dzisiejsze miejsce w 1711 roku. Do 1723 roku było stolicą francuskiej Luizjany. Jedyny port morski Alabamy. Przemysł stoczniowy, lotniczy (fabryka Airbusa), papierniczy, chemiczny, drzewny, spożywczy oraz metalowy.
Według spisu w 2020 roku liczy 187 tys. mieszkańców (4. co do wielkości miasto stanu Alabama), oraz około 430 tys. mieszkańców w obszarze metropolitalnym. Podczas gdy populacja miasta spada w ostatnich latach, populacja aglomeracji pozostaje względnie stabilna. 

## Demografia
51,1% mieszkańców Mobile stanowią Afroamerykanie lub ludność czarna, następnie 43,6% to ludność biała (42,1% nie licząc Latynosów), 2,5% było rasy mieszanej, 1,8% to Azjaci i 0,3% to rdzenna ludność Ameryki. Latynosi stanowią 2,7% ludności miasta.

## Religia
W obszarze metropolitalnym Mobile dominują społeczności protestanckie, z dużym odsetkiem baptystów (30%), zielonoświątkowców (ponad 7%), metodystów (6%) i innych kościołów ewangelikalnych. W Kościele katolickim członkostwo deklaruje 10,3% osób. Inne grupy religijne mają mniej niż 1% osób, w tym: świadkowie Jehowy, mormoni, muzułmanie, buddyści, żydzi i prawosławni.

## Atrakcje
- Okręt-muzeum USS Alabama (BB-60).

## Miasta partnerskie
- Ichihara, Japonia
- Katowice, Polska[6]
- Koszyce, Słowacja
- Wormacja, Niemcy
- Konstanca, Rumunia
- P'yŏngt'aek, Korea Południowa
- Veracruz, Meksyk
- Hawana, Kuba
- Tiencin, ChRL
- iLembe, RPA
- Rostów nad Donem, Rosja
- Málaga, Hiszpania

## Urodzeni w Mobile
- Satchel Paige (1906–1982) – baseballista
- Cootie Williams (1911–1985) – muzyk, trębacz jazzowy
- Hank Aaron (1934–2021) – baseballista[7]
- Willie McCovey (1938–2018) – baseballista
- Gregory Benford (ur. 1941) – pisarz science fiction i astrofizyk
- Tim Cook (ur. 1960) – dyrektor generalny Apple Inc.